# 2021년 일본 자유민주당 총재 선거
2021년 자유민주당 총재 선거(일본어: 2021年自由民主党総裁選挙)는 2021년 9월 29일 실시된 자유민주당 총재 선출을 위한 선거이다. 스가 요시히데 총재의 임기 만료를 앞두고 실시되었으며, 선거 결과 기시다 후미오가 신임 총재로 선출되었다. 신임 기시다 총재는 오는 10월 4일 차기(100대) 내각총리대신에 취임할 예정이며, 중의원 임기 만료에 따라 곧 치러질 제49회 일본 중의원 의원 총선거에서 자유민주당을 지휘하게 되었다.
9월 3일, 스가 요시히데 총재가 불출마 선언을 하였고, 이후 후보자로 고노 다로, 기시다 후미오, 다카이치 사나에, 노다 세이코가 입후보 하였다.
9월 29일 4명의 후보를 대상으로 선거가 실시되었다. 첫 투표에서 과반 득표자가 나오지 않았으며, 이에 따라 1위인 기시다 후미오(226표) 후보와 2위인 고노 다로(225표) 후보를 대상으로 결선 투표가 실시되었다. 결선 투표 결과, 기시다 후미오 후보가 257표를 득표, 170표를 얻은 고노 다로 후보를 꺾고 신임 총재에 선출되었다.

## 후보자
| 후보자          | 파벌              | 지역구            | 경력                                        |
| --------------- | ----------------- | ----------------- | ------------------------------------------- |
| 고노 다로       | 지공회 (아소파)   | 가나가와현 제15구 | 현 행정개혁담당대신 전 방위대신 전 외무대신 |
| 기시다 후미오   | 굉지회 (기시다파) | 히로시마현 제1구  | 중의원 의원                                 |
| 다카이치 사나에 | 무파벌            | 나라현 제2구      | 중의원 의원                                 |
| 노다 세이코     | 무파벌            | 기후현 제1구      | 중의원 의원                                 |

### 불출마 의사 표명

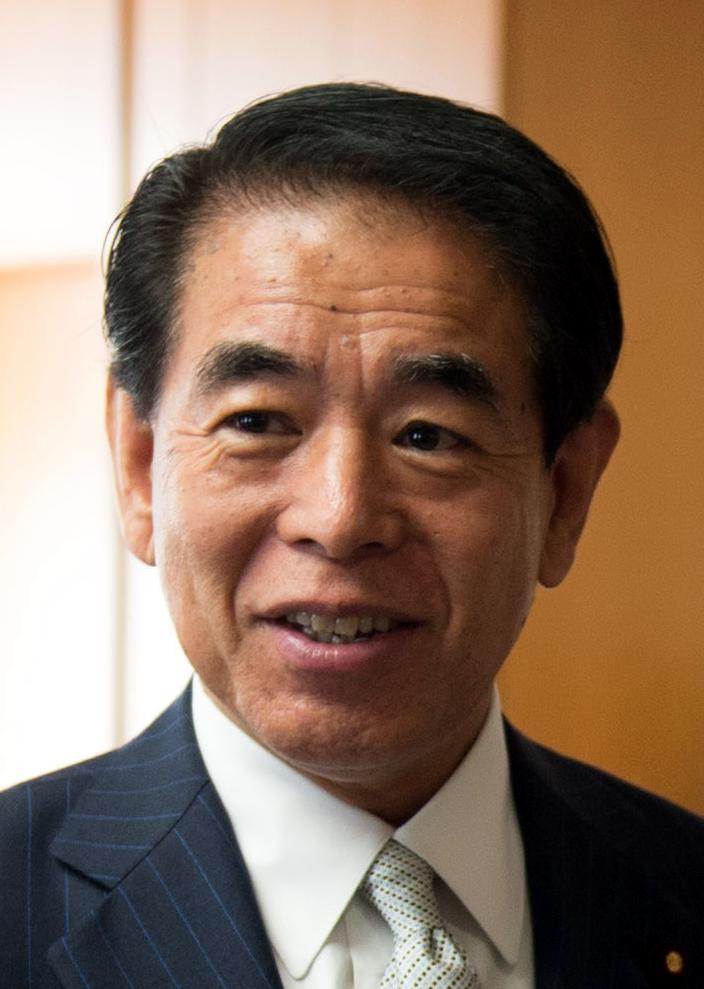
시모무라 하쿠분 전 문부과학대신, 현 자유민주당 정무조사회장
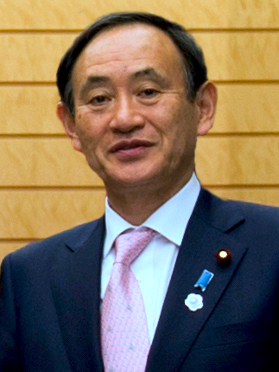
스가 요시히데 전 총무대신, 전 내각관방장관 현 내각총리대신 겸 자유민주당 총재
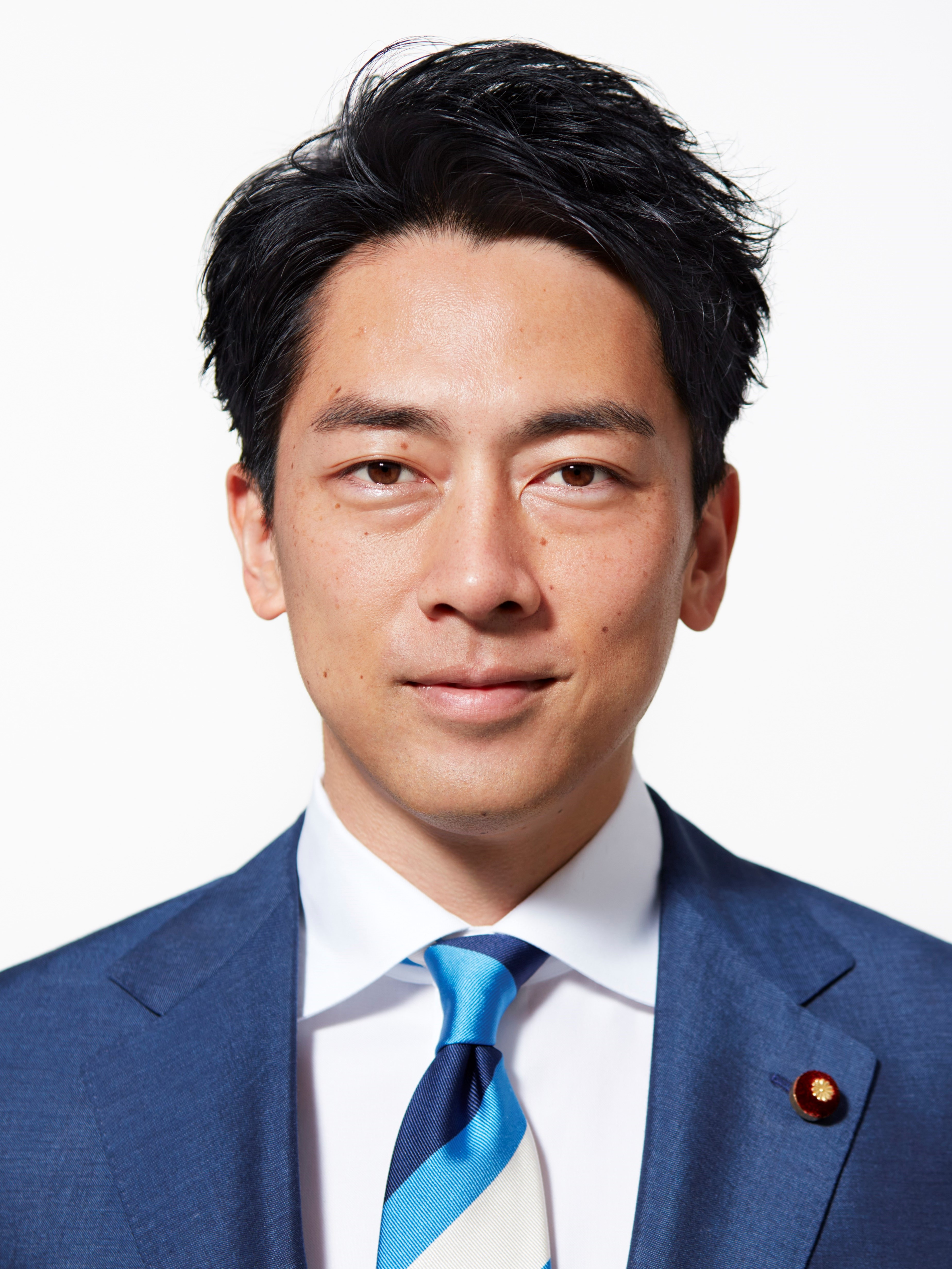
고이즈미 신지로 현 환경대신
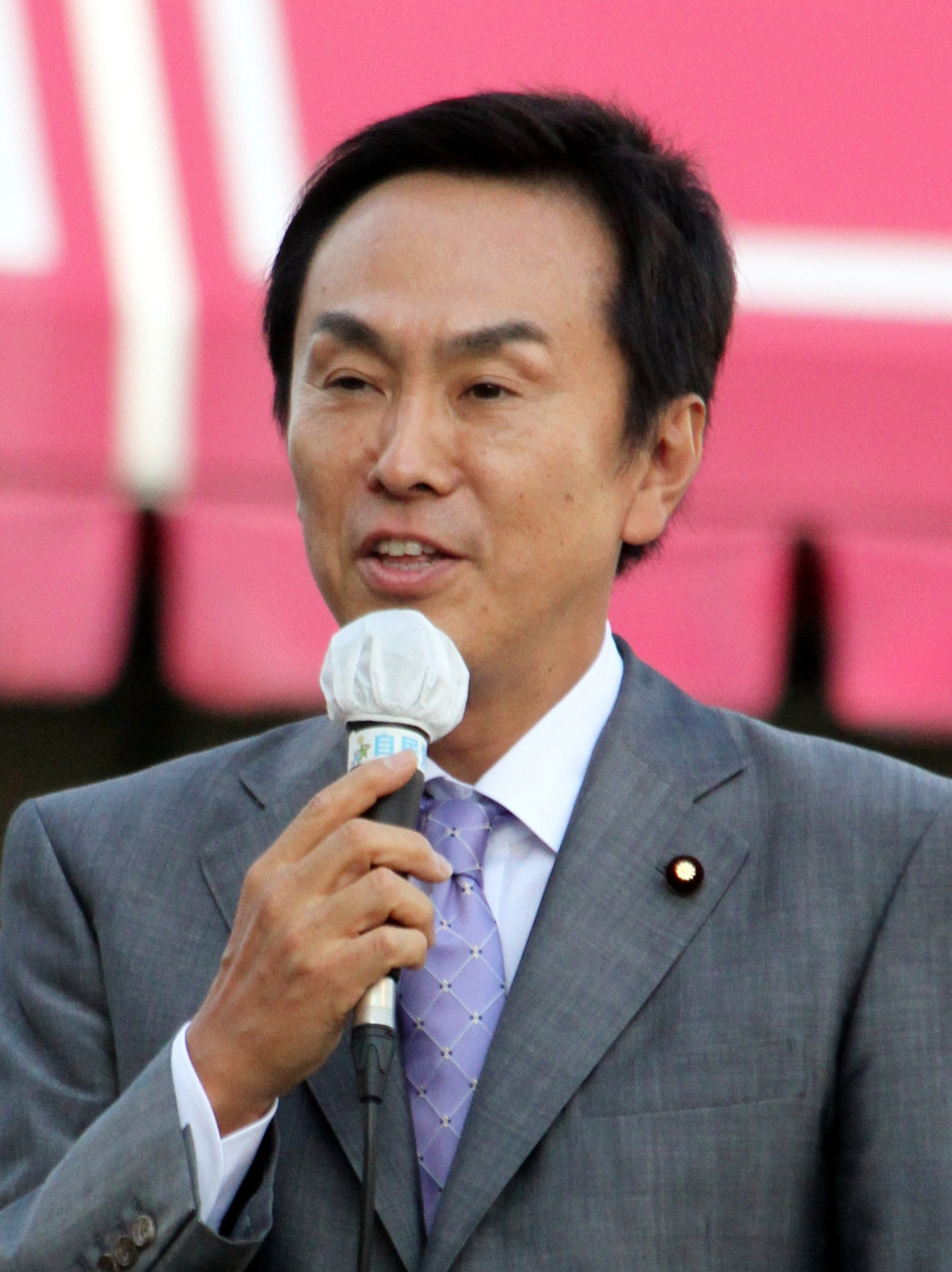
이시하라 노부테루 전 국토교통대신, 전 자유민주당 간사장, 전 환경대신
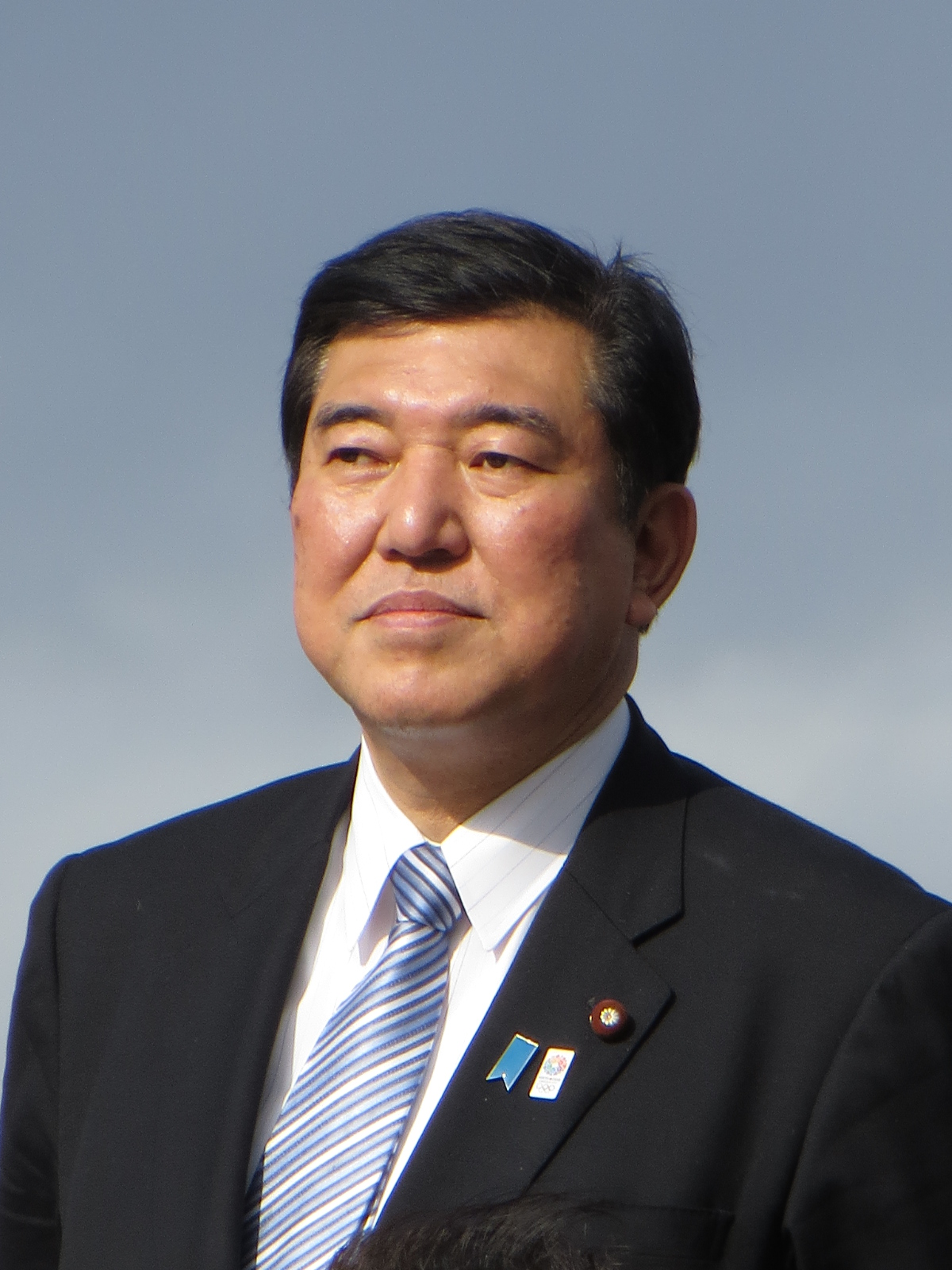
이시바 시게루 전 방위대신, 전 농림수산대신, 전 자유민주당 간사장

## 일정
- 9월 17일
  - 선거 고시, 입후보자 접수
  - 후보자 입회 연설회
  - 후보자 공동 기자회견
- 9월 18일: 공개 토론회 (일본 기자 클럽 주최)
- 9월 20일: 온라인 토론회 (청년국·여성국 주최)
- 9월 23일~9월 26일: 온라인 타운미팅
- 9월 28일: 당원 투표 마감
- 9월 29일: 의원 투표 투·개표, 당원 투표 개표

## 선거인단
| 의원        | 표수                                             |
| ----------- | ------------------------------------------------ |
| 중의원 의원 | 274표 (1인당 1표)                                |
| 참의원 의원 | 108표 (1인당 1표)                                |
| 도도부현    | 382표 (당원 표를 득표율을 기준으로 비례 배분함.) |
| 합계        | 764표                                            |

## 선거 결과

### 1차 투표
| 후보자          | 국회의원 투표 | 국회의원 투표 | 당원 투표 | 당원 투표 | 합계   | 합계   | 결과            |
| 후보자          | 득표수        | 득표율        | 득표수    | 득표율    | 득표수 | 득표율 | 결과            |
| --------------- | ------------- | ------------- | --------- | --------- | ------ | ------ | --------------- |
| 고노 다로       | 86            | 22.63%        | 169       | 44.24%    | 225    | 29.52% | 2위 (결선 진출) |
| 기시다 후미오   | 146           | 30.41%        | 110       | 22.82%    | 226    | 29.65% | 1위 (결선 진출) |
| 다카이치 사나에 | 114           | 14.61%        | 74        | 15.35%    | 188    | 24.67% | 3위             |
| 노다 세이코     | 34            | 7.08%         | 29        | 6.01%     | 63     | 8.26%  | 4위             |

### 결선 투표
| 후보자        | 국회의원 투표 | 국회의원 투표 | 도도부현 투표 | 도도부현 투표 | 합계   | 합계   | 결과       |
| 후보자        | 득표수        | 득표율        | 득표수        | 득표율        | 득표수 | 득표율 | 결과       |
| ------------- | ------------- | ------------- | ------------- | ------------- | ------ | ------ | ---------- |
| 고노 다로     | 131           | 34.47%        | 39            | 82.97%        | 170    | 39.71% | 2위        |
| 기시다 후미오 | 257           | 67.63%        | 8             | 17.02%        | 257    | 60.04% | 1위 (당선) |